# Neodrillia cydia
Neodrillia cydia är en snäckart som beskrevs av Bartsch 1943. Neodrillia cydia ingår i släktet Neodrillia och familjen Drilliidae. Inga underarter finns listade i Catalogue of Life.